# Liste der Monuments historiques in Viéville
Die Liste der Monuments historiques in Viéville führt die Monuments historiques in der französischen Gemeinde Viéville auf.

## Liste der Objekte
| Bezeichnung | Beschreibung | Standort                       | Kennzeichnung | Schutzstatus | Datum | Bild |
| ----------- | --- | ------------------------------ | ------------- | ------------ | ----- | ---- |
| Hauptaltar  | Altartisch, Retabel, Gemälde und zwei Skulpturen; Holz, farbig gefasst und vergoldet, Ölfarbe auf Leinwand, zweite Hälfte des 18. Jahrhunderts | in der Kirche St-Martin (Lage) | PM52001249    | Classé       | 1983  |      |